# Quilca (arte rupestre)
Quilca es un término en lenguas quechuas y aimara que designa en las civilizaciones andinas el arte rupestre, pictogramas, petroglifos  o marcas culturales sobre rocas.

## Historia
Desde la época del Tahuantinsuyo (imperio incaico) el término quilca, y sus variaciones semánticas en los idiomas quechua y aimara, designaba positivamente las artes gráficas, pintar o dibujar. A partir de la invasión española, y la creación de la colonia, el término se empezó a utilizar para identificar a la escritura europea en forma genérica, como lo atestiguan antiguas crónicas o los diccionarios de los siglos XVI y XVII (por ejemplo el diccionario del quechua de Diego González Holguín de 1608 [1989]). Durante el periodo colonial (1533-1824) y hasta la primera mitad del siglo XX, en el periodo republicano, el término cayó en desuso y pareció olvidado. No obstante, en 1936 el geógrafo Javier Pulgar Vidal recuperó el significado original de la palabra estableciendo la primera relación entre el concepto «quilca» y el arte rupestre al explorar la roca llamada Quilla Rumi en el río Huallaga, roca que contenía más de «docientos signos ideográficos», es decir figuras pintadas. Pulgar descifró el significado del término compuesto quilla-rumi, que se interpretó como ‘escritura sobre roca’ o ‘arte en roca’, «arte rupestre» en su acepción actual más generalizada (Pulgar 1946). En 1947 el mismo Javier Pulgar Vidal funda el Departamento de Investigaciones Toponímicas de la Universidad Nacional Mayor de San Marcos y lleva a cabo exploraciones en Lima y Huánuco utilizando la premisa de que el topónimo quilca, en los idiomas nativos del Perú, indica la existencia de sitios con arte rupestre («centros de quilcas») descubriendo decenas de estos sitios en esas zonas del Perú (UNMSM 1959-1960, Pulgar 1962-1963, Echevarría 2009). Otras referencias independientes para el concepto quilca, referidas a artes gráficas o escritura han sido propuestas por Porras Barrenechea ([1963] 1999) y Victoria de la Jara ([1964] 2010) pero solo basados en documentación histórica. El trabajo de Javier Pulgar Vidal ha sido pionero para el estudio científico del arte rupestre y un gran avance en la arqueología peruana con bases en su propia terminología nativa.